# ويليام إي. باول
ويليام إي. باول (بالإنجليزية: William E. Powell)‏ هو سياسي أمريكي، ولد في 5 فبراير 1934 في تروي في الولايات المتحدة. حزبياً، نشط في الحزب الجمهوري. وقد انتخب عضو مجلس نواب فلوريدا.